# 底面式フィルター

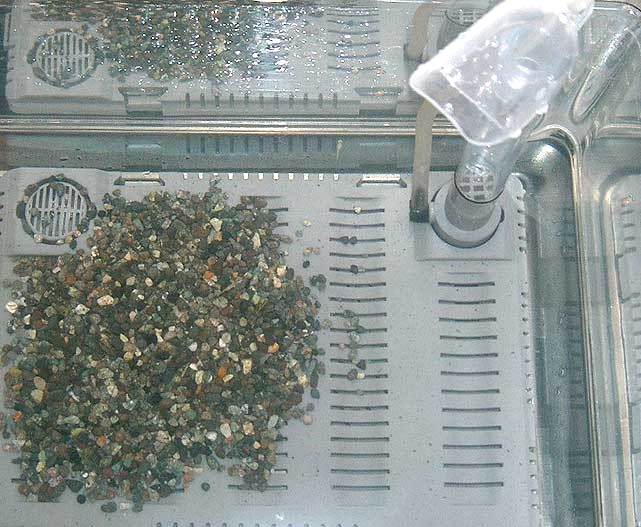
底面式フィルター（この上に底床材が敷かれる）

底面式フィルター（ていめんしきフィルター）は、アクアリウムで使用されるフィルター（ろ過器）の一種。水槽に敷かれる砂礫等の底床材をろ材として利用することが特徴である。

## 概要
飼育水循環の動力源にはある程度の出力（吐出量）を持つエアーポンプによる空気の上昇圧か、インペラー式水中ポンプ（エアリフト式水中フィルターを利用する場合もある）が使用される。後者の方法においては底砂がインペラー部に噛み込まれる事故の恐れがあるため、設置の際はウールマット等の吸入防止フィルターを装備し底砂も極力粒の荒い物を用いる。底砂の使用量や粒のサイズにもよるが、適切に運用された場合のろ過能力は高い。
フィルターの形状や底砂の状態にもよるが、駆動部から遠かったり流路抵抗が高い部分では内部において水流のよどみが生じるため、濾過機能が低下しやすい。底面式フィルターは物理ろ過より生物ろ過を優先しており、底砂中に排泄物や残餌などが蓄積されてしまう。しかし、それを取り除くには底砂の攪拌から底砂中の有機物を拡散してしまい、肥料分を蓄えておく必要がある上に吸水口に根の絡む恐れがある水草水槽には適さないとされる。また、フィルターの清掃を行う場合には異物吸入の危険性から底砂をすべて取り出す必要が有り、完全に以前の状態を復元することもできない上に相当な労力を要する。
ポンプ等の駆動部を除けば通水孔を開けた樹脂製プレートに揚水パイプや吐出口を組み合わせた単純な構造で、古くからアクアリウム用品メーカー各社が製造し販売している。観賞魚店の水槽やアクアテラリウムなども用いられ、外部式フィルター等と連結し吹き上げ式として使用される場合もある。